# Медаль Гете
Медаль Й. В. Гете заснована у 1951 році, а у 1975 році визнана офіційним орденом ФРН. Нагороджують нею за видатні заслуги у галузі міжнародного співробітництва та популяризації німецької мови.

## Медалі Гете
- Медаль Гете 1932—1944 (Медаль Гете за мистецтво і науку, Goethe-Medal for Art and Science)

У період з 18 березня 1932 року і по 19 червня 1934 року майже 200 осіб були удостоєні цієї медалі, 159 з них до 30 січня 1933 року. На 2005 рік встановлено імена 405 з 410 одержувачів медалі в період з листопада 1934 року і по грудень 1944 року.
- Золота медаль Гете 1910—2005 (Goldene Goethe-Medaille or Goethe-Medal in Gold of the Weimar Goethe Society) — цієї нагороди була удостоєна 51 особа з 1910 по 2005 рік
- Премія Гете міста Франкфурт — цієї нагороди була удостоєна 41 особа з 1927 по 2005 рік
- Медаль Гете міста Франкфурт-на-Майні
- Медаль Гете землі Гессен[de]
- Медаль Гете Інституту Гете, — цієї нагороди були удостоєні 312 осіб з 57 країн з 1955 по 2006 рік.

## Лауреати

### 2001
- Адоніс
- Софія Губайдуліна
- Джерардо Маротта
- Вернер Шпіс

### 2002
- В. Міхаель Блюменталь
- Жорж-Артур Ґольдшмідт — французький письменник і перекладач німецького походження
- Francisek Grucza(інші мови)
- Турадж Рахнема
- Антоніо Скармета

### 2003
- Лєнка Рейнерова
- Хорхе Семпрун

### 2004
- Мохан Агаше(інші мови)
- Імре Кертес
- Пауль Міхаель Люцелер
- Анатолій А. Міхайлов
- Sérgio Paulo Rouanet(інші мови)

### 2005
- Самуель Ассефа
- Рут Клюґер
- Затонський Дмитро Володимирович
- Тавада Йоко — японська письменниця
- Сімона Янг — австрійська диригентка

### 2006
- Vera San Payo de Lemos(інші мови)
- Гіві Маргвелашвілі
- Саїд

### 2007
- Даніель Баренбойм — ізраїльський піаніст і диригент
- Деже Тандорі — угорський письменник і перекладач
- Min'Gi Kim — південно-корейський театральний директор

### 2008
- Gholam Dastgir Behbud — афганський германіст
- Бернард Собель(інші мови) — французький театральний режисер
- Джон Вудз — американський перекладач

### 2009
- Ларс Густафссон — шведський письменник та філософ
- Віктор Скорадет румунський театральний критик і перекладач
- Сверре Даль — норвезький перекладач

### 2010
- Аґнес Геллер — угорська філософ
- Фуад Ріфка — ліванський перекладач, лірик і філософ
- Джон Спалек — американський германіст

### 2011
- Джон Ле Карре — англійський письменник
- Адам Міхнік — польський громадсько-політичний діяч, публіцист
- Аріана Мнушкін — французька театральна режисерка

### 2012
- Болат Атабаєв — казахський автор, театральний режисер
- Джевад Карахасан — боснійський письменник
- Ірена Вейсайте — литовська літературознавиця, театрознавиця і театральна критик, громадська діячка

### 2013
- Mahmoud Hosseini Zad(інші мови) — іранський письменник і перекладач
- Навін Кішоре
- Петрос Маркаріс

### 2014
- Крістіна Мейсснер — польська режисерка
- Жерар Мортьє — бельгійський оперний і театральний режисер
- Роберт Вілсон — американський режисер

### 2015
- Садік Джалал Аль-Азм — сирійський філософ і автор
- Ніл Макгрегор — британський історик мистецтва
- Ева Софер — бразильська кураторка

### 2016
- Акінбоде Акінбії — нігерійський фотограф
- Юрій Андрухович — український поет, прозаїк, перекладач
- Давід Лордкіпанідзе — грузинський археолог

### 2017
- Урваші Буталія — індійська видавниця
- Емілі Насралла — ліванська письменниця
- Ірина Щербакова — російська громадська активістка

### 2018
- Гайді і Рольф Абдергальден (брат і сестра)
- Клаудія Андухар — швейцарсько-бразильська фотограф
- Петер Етвеш — угорський композитор

### 2019
- Доган Аханлі — німецький письменник турецького походження
- Ширін Нешат — іранська фотохудожниця і кінорежисерка
- Енхбат Роозон — монгольський публіцист

### 2020
- Ельвіра Еспехо — болівійська художниця
- Ієн Мак'юен — англійський письменник і сценарист
- Зукісва Воннер — південно-африканська письменниця